# Garai (Irão)
Garai (em persa: گرائي, também romanizado como Garā'ī; também conhecida como Garrāhī, Garrā'ī Shomālī e Garrū'ī Shomālī) é uma aldeia no distrito rural de Kuh Panj, no distrito central do condado de Bardsir, província de Carmânia, Irão. No censo de 2006, sua população era de 33, em 8 famílias.